# Daniele Ghilardi
Pour les articles homonymes, voir Ghilardi.
Daniele Ghilardi, né le 6 janvier 2003 à Lucques en Italie, est un footballeur italien qui évolue au poste de défenseur central à l'AS Rome, en prêt de l'Hellas Vérone.

## Biographie

### En club
Né à Lucques en Italie, Daniele Ghilardi est formé par l'ACF Fiorentina avant de rejoindre l'Hellas Vérone. Dans un premier temps prêté, il rejoint définitivement le club en juillet 2022. Il est prêté dans la foulée au Mantoue 1911.
Le 11 août 2023, Daniele Ghilardi est de nouveau prêté, cette fois à la Sampdoria Gênes pour une saison avec option d'achat,.
Le 2 août 2025, Daniele Ghilardi rejoint l'AS Rome, sous la forme d'un prêt d'une saison, avec obligation d'achat sous certaines conditions.

### En sélection
Daniele Ghilardi représente l'équipe d'Italie des moins de 17 ans. Avec cette sélection il joue trois matchs entre 2019 et 2020.
Daniele Ghilardi est convoqué avec l'équipe d'Italie des moins de 20 ans afin de participer à la Coupe du monde des moins de 20 ans qui a lieu en mai et juin 2023. Son équipe atteint la finale après sa victoire contre la Corée du Sud le 8 juin 2022 (2-1 score final),.
Daniele Ghilardi joue son premier match avec l'équipe d'Italie espoirs le 8 septembre 2023, contre la Lettonie. Il est titularisé et les deux équipes se neutralisent (0-0 score final).

## Palmarès
Italie -20 ans
- Coupe du monde des moins de 20 ans